# الحسين بن القاسم
المهدي الحسين بن القاسم العياني إمام الدولة الزيدية في اليمن الذي حكم من 1003 إلى 1013.
الحسين بن القاسم كان سيد قادما من الحجاز. والده المنصور القاسم الإمام السابق توفي في 1003. بعد وفاة المنصور أعلن الحسين إمامته بالتنافس مع الداعي يوسف. في عام 1010 أطلق على نفسه لقب المهدي. أيده في ذلك مجموعات كبيرة من حمير وهمدان. في هذا الوقت كان يحكم مدينة صنعاء الرئيسية الشريف الزيدي القاسم بن الحسين. تم طرد الشريف من المدينة وقتل في 1012. توفي منافسه الإمام الداعي يوسف في نفس العام. توسعت قوة المهدي الحسين من ألحان إلى صعدة وصنعاء. في 1013 أوشك الإمام بدوره على الطرد من صنعاء. هاجمه قوة من الهمدانيين بالقرب ذي بن وفقد حياته. لفترة طويلة بعد ذلك، يعتقد أتباعه أنه كان في الواقع لم يمت. مثل الأئمة الزيديين الكثيرين يعتبر المهدي الحسين كاتب بارز. بعد وفاته لعب شقيقه جعفر دورا سياسيا كأمير في شمال اليمن لعدة عقود.